# جریکو، شهرستان گلاستر، نیوجرسی
جریکو (به انگلیسی: Jericho) یک منطقهٔ مسکونی در ایالات متحده آمریکا است که در دپتفورد، نیوجرسی واقع شده‌است. جریکو ۳۰ متر بالاتر از سطح دریا واقع شده‌است.